# Marian Rojewski
Marian Rojewski (ur. 20 lipca 1921 w Sokulcu, powiat włocławski, zm. 29 sierpnia 1984 w Warszawie) – grafik polski, profesor i prorektor Akademii Sztuk Pięknych w Warszawie.
Był synem Leona i Stanisławy z Brockich. Ukończył szkołę powszechną w Gostyninie, pracował jako robotnik (także w czasie wojny). W latach 1945–1947 jako członek Związku Walki Młodych brał udział w przeprowadzaniu reformy rolnej. Od 1947 członek PPR, następnie PZPR, pracował w latach 1945–1949 w Komendzie Powiatowej Milicji Obywatelskiej w Gostyninie. W 1950 ukończył w Gostyninie liceum dla pracujących i zdał maturę. Był delegatem powiatu Gostynin na I Kongres Pokoju w Warszawie (1950).
W latach 1950-1956 studiował na Wydziale Grafiki Akademii Sztuk Pięknych w Warszawie pod kierunkiem Wacława Waśkowskiego. W czasie studiów działał w uczelnianym komitecie Związku Młodzieży Polskiej oraz w Podstawowej Organizacji Partyjnej PZPR. Po ukończeniu akademii pracował krótko w Warszawskiej Spółdzielni Spożywców na Pradze jako dekorator, w 1957 powrócił na uczelnię, tym razem w charakterze pracownika. Był kolejno asystentem, starszym asystentem, adiunktem (1965–1968) i docentem (1968–1979). W 1979 został mianowany profesorem nadzwyczajnym, a rok później kierownikiem Katedry Grafiki Warsztatowej. W latach 1971–1978 pełnił funkcję prorektora Akademii Sztuk Pięknych. Od 1967 był I sekretarzem Podstawowej Organizacji Partyjnej PZPR na ASP, działał również w Związku Polskich Artystów Plastyków.
W pracy artystycznej wykorzystywał techniki klasyczne, głównie linoryt. Tematyka jego prac obejmowała wspomnienia z wojny (ruiny, getto), odbudowę powojenną, pejzaż przemysłowy, studia drzew, mitologię, symbole uniwersalne; zajmował się również grafiką książkową i aranżacją wnętrz. Prace grupował w cyklach, m.in. Starówka, Odbudowa, Drzewa, Ikony, Definicje. Projektował wraz z zespołem oprawę plastyczną Centralnych Dożynek na Stadionie Dziesięciolecia w Warszawie w latach 1955–1970. Uczestniczył w wystawach polskich i międzynarodowych, m.in. zagranicznych prezentacjach sztuki polskiej, miał również kilka wystaw indywidualnych. Był laureatem nagrody Ministra Kultury i Sztuki w 1969. Został odznaczony m.in. Krzyżem Kawalerskim Orderu Odrodzenia Polski oraz Medalem 40-lecia Polski Ludowej (w lipcu 1984).
Z małżeństwa z Haliną Malanowską (od 1945) miał czworo dzieci – syna Henryka (ur. 1947 zm. 2019), córki Ewę (ur. 1945 zm. 1946), Barbarę (ur. 1948) i Marię (ur. 1955).